# أشوك أمريتراج
أشوك أمريتراج مواليد 22 فبراير 1957 في تشيناي، تاميل نادو، الهند، هو لاعب كرة مضرب هندي سابق ومنتج أفلام حاليا. كان يلعب باليد اليمنى. أعلى تصنيف له في الفردي كان المركز الـ 201 في سنة 1977.

## أفلام أنتجها
- حياة الجريمة
- قوست رايدر: شبح الانتقام
- إسقاط المنزل
- لصوصية
- ماشيتي
- الحالم
- أوريجينال سين
- اقبض على كارتر

## روابط خارجية
- أشوك أمريتراج على موقع IMDb (الإنجليزية)
- أشوك أمريتراج على موقع ألو سيني (الفرنسية)
- أشوك أمريتراج على موقع أول موفي (الإنجليزية)
- أشوك أمريتراج على موقع قاعدة بيانات الأفلام السويدية (السويدية)
- أشوك أمريتراج على موقع قاعدة بيانات الفيلم (الإنجليزية)
- أشوك أمريتراج على موقع كينوبويسك (الروسية)
- أشوك أمريتراج على موقع رابطة محترفي التنس (الإنجليزية)
- أشوك أمريتراج على موقع الاتحاد الدولي لكرة المضرب (الإنجليزية)